# Брей Ваятт
Уіндем Лоуренс Ротонда (англ. Windham Lawrence Rotunda) — американський професійний реслер. Працював у WWE під ім'ям Брей Ваятт (англ. Bray Wyatt).

## Florida Championship Wrestling (2009—2010)
Дебютував у FCW у квітні 2009 року під ім'ям Алекс Ротундо. У червні того ж року обєднався зі своїм братом — Бо Ротундо. Перемігши Дюд Бастерс, стають претендентами на командне чемпіонство. Тієї ж ночі вони перемагають Джестіна Енгеле і Кріса Логана, і стають чемпіонами. Провівши декілька успішних захистів титулів, 19 листопада програють їх Дюд Бойс.

## NXT і The Nexus (2010—2011)
На NXT дебютував під прізвиськом Хаскі Гарріс. Наставник — Коді Роудс. У WWE дебютує як член Нексус. Саме з його допомогою Джон Сіна став членом Нексус.

## Повернення вFCW(2011—2012)
У FCW повернувся з новим гімміком. Провів матч проти Акселя Маліганна і обєднався зі своїм братом в протистоянні з Демієном Сендоу і Лакі Кенонном.

## Сім'я Ваятта (2012-теперішній час)
У квітні 2012 року Ротонда дебютував у NXT під ім'ям Брея Ваятта, лідера злого культу, який вірить, що є скоріше монстром, ніж людиною. У липні Ваятт отримав травму; незважаючи на пошкодження, Ваятт продовжив з'являтися на NXT, до листопада заснувавши угруповання, відоме як Сім'я Ваятта, представивши в ній Люка Харпера (як першого «сина») та Еріка Роуена (як другого). 21 лютого 2013 на NXT відбувся перший матч Ваятта після травми, в якому він переміг Йоші Татсу. Брей також проводив матчі з Бо Далласом і Крісом Джеріко. 8 травня Харпер і Роуен виграли командні титули NXT, перемігши Адріана Невілла і Бо Далласа. Сім'я початку ворожнечу з Корі Грейвс і Кассіус Оно. 29 травня Ваятт викинули обох за межі рингу в battle royal з 18 чоловік. 19 червня Сім'я здолала команду з Невілла, Грейвса.

## У реслінгу
- Фінішер
  - Sister Abigail
- Улюблені прийоми
  - Drop suplex
  - Body avalanche
  - Short-arm clothesline
- Менеджери
  - Люк Харпер
  - Ерік Роуен
  - Деніел Браян
- Музичні теми

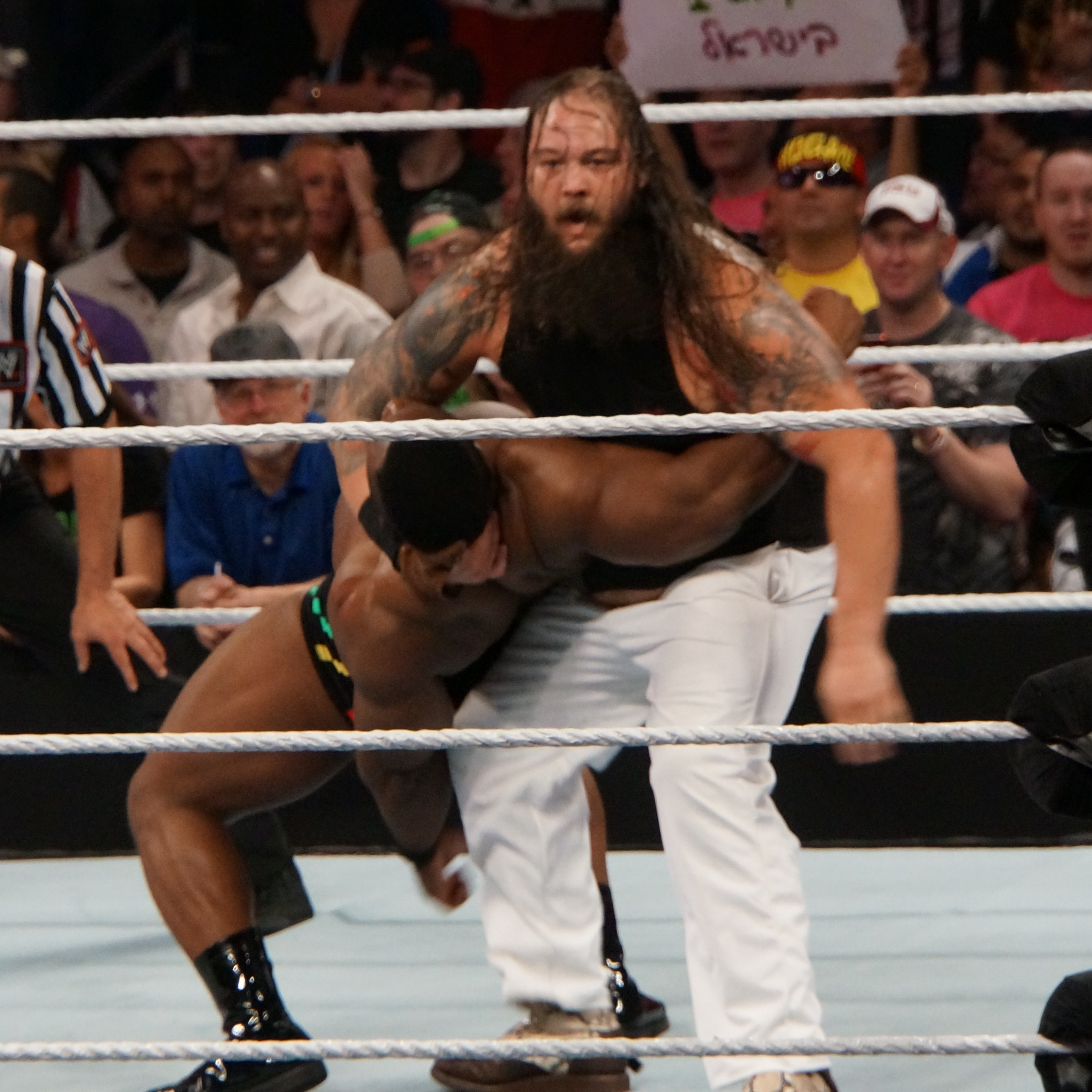
Уаятт готується провести Sister Abigail Біг І.

  - We Are One від 12 Stones (Як частина Нексус)
  - This Fire Burns від Killswitch Engage (Як частина Нексус)
  - Here And Now Or Never (Інструментальна версія) від The Heroes Lie
  - Live In Fear від Mark Crozer

## Титули і нагороди
- Florida Championship Wrestling
  - Командний чемпіон Флориди FCW (2 рази) — з Бо Ротундо[1][2]
- Pro Wrestling Illustrated
  - «Протистояння року» (2010) — «Нексус» проти WWE[3]
  - «Матч року» (2014) проти Джона Сіни «до останнього на ногах» на Payback[4]
  - Найбільш ненависний реслер року (2010) — як частина «Нексус»[5]
  - PWI ставить його під номером 6 у списку найкращих реслерів 2014 року[6]
- Wrestling Observer Newsletter
  - «Найкращий персонаж» (2013) у складі Сім'ї Ваятта[7]
  - «Найгріший матч року» (2014) проти Джона Сіни на Extreme Rules[8]
- WWE
  - Чемпіон WWE (1 раз)[9]
  - Чемпіон Всесвіту WWE (2 рази)
  - Командний чемпіон SmackDown WWE (1 раз) — з Люком Гарпером і Ренді Ортоном[10]